# Caliscelis unicolor
Caliscelis unicolor är en insektsart som först beskrevs av Costa 1834.  Caliscelis unicolor ingår i släktet Caliscelis och familjen Caliscelidae. Inga underarter finns listade i Catalogue of Life.